# Мікліно
Мі́кліно (рос. Миклино, марій. Миклансола) — присілок у складі Моркинського району Марій Ел, Росія. Входить до складу Шиньшинського сільського поселення.

## Населення
Населення — 23 особи (2010; 33 у 2002).
Національний склад (станом на 2002 рік):
- марі — 100 %